# Promachus rufotibialis
Promachus rufotibialis là một loài ruồi trong họ Asilidae. Promachus rufotibialis được Hobby miêu tả năm 1936. Loài này phân bố ở vùng nhiệt đới châu Phi.